# Saint-Saviol
Saint-Saviol is een plaats en voormalige gemeente in het Franse departement Vienne (regio Nouvelle-Aquitaine) en telt 454 inwoners (2005). De plaats maakt deel uit van het arrondissement Montmorillon. Saint-Saviol is op 1 januari 2024 gefuseerd met de gemeente Saint-Macoux tot de gemeente Val-de-Comporté. 

## Geografie
De oppervlakte van Saint-Saviol bedraagt 10,7 km², de bevolkingsdichtheid is 42,4 inwoners per km².

## Verkeer en vervoer
De onderstaande kaart toont de ligging van Saint-Saviol met de belangrijkste infrastructuur en aangrenzende gemeenten.

## Demografie
Onderstaande figuur toont het verloop van het inwonertal (bron: INSEE-tellingen).